# Elvasia oligandra
Elvasia oligandra là một loài thực vật có hoa trong họ Ochnaceae. Loài này được Cuatrec. mô tả khoa học đầu tiên năm 1950.